# بنفشه کاوایی
 بنفشه کاوایی(نام علمی: Viola kauaensis) نام یک گونه از سرده بنفشه است.